# Густина пульпи
Густина пульпи (англ. slurry density, pulp density, нім. Pulpendichte f, рос. плотность пульпы) — технічний термін, що вживається в збагаченні корисних копалин як міра концентрації твердих частинок в пульпі. Вимірюється в грамах твердого на літр пульпи. Іноді замість цього використовують вагове (масове) співвідношення твердого та рідини Т:Р, приймаючи тверду фазу за одиницю.